# (517) Edith
(517) Edith – planetoida z grupy pasa głównego asteroid okrążająca Słońce w ciągu 5 lat i 216 dni w średniej odległości 3,15 j.a. Została odkryta 22 września 1903 roku w Landessternwarte Heidelberg-Königstuhl, w Heidelbergu przez Raymonda Dugana. Nazwa planetoidy pochodzi od imienia siostry odkrywcy Edith Dugan Eveleth. Przed jej nadaniem planetoida nosiła oznaczenie tymczasowe (517) 1903 MH.